# Кампті (Луїзіана)
Кампті (англ. Campti) — місто (англ. town) в США, в окрузі Начітош штату Луїзіана. Населення — 887 осіб (2020).

## Географія
Кампті розташоване за координатами 31°53′53″ пн. ш. 93°6′59″ зх. д. / 31.89806° пн. ш. 93.11639° зх. д. (31.897965, -93.116367).  За даними Бюро перепису населення США в 2010 році місто мало площу 2,70 км², з яких 2,70 км² — суходіл та 0,00 км² — водойми.

## Демографія
Згідно з переписом 2010 року, у місті мешкало 1056 осіб у 421 домогосподарстві у складі 271 родини. Густота населення становила 391 особа/км².  Було 526 помешкань (195/км²).
Расовий склад населення:
| - 70,0 % — чорних або афроамериканців - 27,4 % — білих - 0,5 % — корінних американців - 0,1 % — вихідців з тихоокеанських островів - 0,1 % — азіатів |

До двох чи більше рас належало 2,0 %. Частка іспаномовних становила 0,8 % від усіх жителів.
За віковим діапазоном населення розподілялося таким чином: 30,7 % — особи молодші 18 років, 59,7 % — особи у віці 18—64 років, 9,6 % — особи у віці 65 років та старші. Медіана віку мешканця становила 30,5 року. На 100 осіб жіночої статі у місті припадало 85,6 чоловіків;  на 100 жінок у віці від 18 років та старших — 82,1 чоловіків також старших 18 років.
Середній дохід на одне домашнє господарство  становив 22 997 доларів США (медіана — 15 428), а середній дохід на одну сім'ю — 30 261 долар (медіана — 16 875). За межею бідності перебувало 52,2 % осіб, у тому числі 52,7 % дітей у віці до 18 років та 56,6 % осіб у віці 65 років та старших.
Цивільне працевлаштоване населення становило 224 особи. Основні галузі зайнятості: виробництво — 27,7 %, освіта, охорона здоров'я та соціальна допомога — 24,6 %, роздрібна торгівля — 20,5 %.